# Wital Michajlau
Wital Michajlau (belarussisch Віталь Сяргеевіч Міхайлаў, russisch Виталий Сергеевич Михайлов Witalij Sergejewitsch Michajlow; * 24. August 1986 in Wizebsk) ist ein belarussischer Eisschnellläufer.

## Werdegang
Michajlau startete im November 2003 in Heerenveen erstmals im Eisschnelllauf-Weltcup und belegte dabei den 25. Platz in der B-Gruppe über 5000 m. Bei den Einzelstreckenweltmeisterschaften 2008 in Nagano errang er den 24. Platz über 5000 m und den 18. Platz über 1500 m. Im Januar 2011 kam er bei der Sprintweltmeisterschaft in Heerenveen auf den 39. Platz. Seine beste Platzierung bei der Mehrkampfeuropameisterschaft erreichte er 2016 in Minsk mit dem 12. Platz. Bei den Einzelstreckenweltmeisterschaften 2016 in Kolomna belegte er den 17. Platz über 5000 m und den 16. Rang über 1500 m und bei den Einzelstreckenweltmeisterschaften 2017 in Gangwon den vierten Platz im Massenstart. In der Saison 2016/17 erreichte er mit dem sechsten Platz im Massenstart in Nagano und den neunten Rang im Massenstart in Astana seine ersten Top-Zehn-Platzierungen im Weltcupeinzel. Bei den Olympischen Winterspielen 2018 in Pyeongchang wurde er Siebter im Massenstart. Zu Beginn der Saison 2018/19 holte er im Massenstart in Tomakomai seinen ersten Weltcupsieg. Bei der Mehrkampfeuropameisterschaft im Januar 2019 in Klobenstein wurde er Zehnter im Großen-Vierkampf. Bei den Einzelstreckenweltmeisterschaften 2019 in Inzell belegte er den 18. Platz über 5000 m, den 16. Rang im Massenstart und den sechsten Platz im Teamsprint. Anfang März 2019 lief er bei der Mehrkampfweltmeisterschaft in Calgary auf den 19. Platz. Beim Weltcupfinale in Salt Lake City errang er den zweiten Platz im Massenstart und erreichte abschließend den achten Platz im Massenstartweltcup.

## Weltcupsiege
| Nr. | Datum             | Ort       | Disziplin   |
| --- | ----------------- | --------- | ----------- |
| 1.  | 24. November 2018 | Tomakomai | Massenstart |

## Persönliche Bestzeiten
- 500 m: 36,36 s (aufgestellt am 2. November 2013 in Calgary)
- 1000 m: 1:09,97 min (aufgestellt am 21. November 2015 in Salt Lake City)
- 1500 m: 1:45,86 min (aufgestellt am 15. November 2015 in Calgary)
- 5000 m: 6:19,67 min (aufgestellt am 10. Dezember 2017 in Salt Lake City)
- 10.000 m: 13:19,59 min (aufgestellt am 21. November 2015 in Salt Lake City)